# Ellisina levata
Ellisina levata is een mosdiertjessoort uit de familie van de Ellisinidae. De wetenschappelijke naam van de soort is, als Membranipora levata, voor het eerst geldig gepubliceerd in 1882 door Hincks.